# Christoph Ullmann
Christoph Ullmann (Altötting, 19 maggio 1983) è un hockeista su ghiaccio tedesco.

## Carriera
La sua carriera è cominciata nella stagione 1999/2000 con EC Kölner II, seconda squadra del Kölner Haie, in cui ha giocato nel 2001/02 e nel 2002/03. Nei primi anni 2000 ha giocato anche con EV Duisburg (2001/02, 2002/03), Adler Mannheim (2003/04, 2004/05, 2005-2008) e Heilbronner Falken (2003/04, 2004/05).
Dal 2008 al 2011 ha giocato nuovamente con il Kölner Haie, prima di accasarsi all'Adler Mannheim, in cui milita dalla stagione 2011/12.
Con la nazionale tedesca ha preso parte a numerose edizioni dei campionati mondiali a partire dal 2004.